# Gentiana boissieri
Gentiana boissieri är en gentianaväxtart som beskrevs av Heinrich Wilhelm Schott, Amp; Ky. och Pierre Edmond Boissier. Gentiana boissieri ingår i släktet gentianor, och familjen gentianaväxter. Inga underarter finns listade i Catalogue of Life.